# Past Tense (Lee Child)
Past Tense é um thriller do escritor britânico Lee Child, sendo o vigésimo terceiro livro da série Jack Reacher e tendo sido publicado inicialmente pela Delacorte Press em novembro de 2018.

## Enredo
Ao viajar para Portsmouth, New Hampshire, Jack Reacher faz um desvio para a pequena cidade de Laconia, a cidade onde o seu pai Stan Reacher viveu a infância e a adolescência. Ali encontra-se com Elizabeth Castle, funcionária num departamento citadino, e Carter Carrington, o procurador judicial da cidade, os quais o tentam ajudar a encontrar o rasto da sua família. Continuando a investigação, Reacher descobre que o seu pai cresceu em Ryanstown, uma pequena comunidade actualmente abandonada que outrora estava perto de uma próspera siderurgia de estanho, até que aos dezessete anos fugiu para se alistar nos fuzileiros navais. 
Ao mesmo tempo, Shorty Fleck e Patty Sundstrom, dois jovens canadianos que se dirigem a Nova Iorque para vender algo não especificado inicialmente na história de modo a disporem do dinheiro necessário para montarem um negócio na Flórida, estão a chegar também à região de Laconia quando o velho carro em que viajam dá sinais de quebra. O jovem casal dirige-se assim para o motel mais próximo que se encontra num local isolado e que é operado por quatro homens: Mark, Peter, Steven e Robert.  
Por meio de uma combinação de mentiras e manipulação psicológica, os proprietários prendem Shorty e Patty no quarto, frustrando as tentativas deles de fugirem do motel, enquanto chegam seis convidados, que pagam uma grande quantia em dinheiro pelo que se verifica ser a participação num torneio de caça ao homem (neste caso o casal de canadianos) em que os perseguidores dispõem de arco e flechas verdadeiras. 
Enquanto isso, Reacher envolve-se em duas brigas separadas, fazendo dele o alvo de um fazendeiro local corrupto e de um gangue criminoso baseado em Boston, e a polícia força Reacher a abandonar a cidade após este neutralizar um trio de bandidos enviados de Boston, o que ocorre na biblioteca da cidade. Depois, já na sua busca por Ryanstownn, Reacher neutraliza os capagangas enviados pelo fazendeiro. Reacher com a ajuda do seu amigo Burke (que ele salvou antes de ser agredido) descobre que um professor de uma universidade próxima, também chamado Reacher, quer falar com ele, pois ele é o único descendente masculino vivo da sua linhagem familiar. Castle e Carrington também desaparecem, aparentemente sem explicação. 
Através do seu contato na polícia de Laconia, a detective Amos, Reacher é informado de que Mark é um primo distante dele, e quando ele e Burke vão ao motel para alugar um quarto, são rapidamente rejeitados por Peter, o que desperta as suspeitas de Reacher. Após a confirmação do embuste no motel, Reacher procura regressar lá o que acontece quando o torneio de caça está a começar e consegue matar dois dos participantes, enquanto Shorty e Patty atearam fogo ao motel e matam dois dos seus perseguidores. Com a operação a desmoronar-se, Mark decide fugir sem deixar rasto e mata Steven, Peter e Robert, e vai procurar matar os outros competidores sobreviventes. Mas encontra Reacher que o desarma e oferece a Patty a chance de o matar; o que ela recusa fazer, sendo Reacher que executa o criminoso. A seguir procuram e encontram Shorty que está ferido, e Reacher dá-lhes a elevada soma de dinheiro que os participantes agora mortos haviam pago para entrar no torneio. 
Amos leva Reacher até ao idoso Stan, que aparentemente fingiu a sua morte e se retirou para Laconia, mas quando eles se conhecem, Reacher descobre a verdade: o seu pai, William Reacher, primo de Stan, roubou a identidade deste (mais velho) para se poder alistar nos fuzileiros depois de espancar um valentão local até a morte em 1945, tendo vivido sob esse nome até à sua morte. Castle e Carrington finalmente aparecem: eles, que se haviam apaixonado, estiveram a investigar secretamente a infância de Stan, terminando em Ryanstown. Reacher diz a Burke e Amos que não irá encontrar-se com o professor universitário, pois não deseja saber mais nada sobre o seu passado. E então despede-se deles, que regressam a Laconia, antes de partir para San Diego.

## Recepção
Daisy Buchanan, no The Independent, atribui ao livro três em cinco estrelas, referindo que "O ritmo aumenta e a astúcia torna-se absolutamente perturbadora e a ação brutal, e somos levados a uma conclusão extremamente satisfatória. Não existe redenção no mundo de Reacher, apenas punição violenta, e fiquei chocada com minha própria sede de sangue. No mundo real, os tipos bons nem sempre vencem. Estou cada vez mais consciente do nosso apetite por ficção que apresente a punição adequada para os bandidos. É profundamente reconfortante escapar para um mundo imaginário onde todos estamos seguros nas mãos gigantes de Jack Reacher".